# تفجير مسجد العمران 2016
تفجير مسجد العمران هي محاولة تفجير فاشلة حدثَت في مساء يوم الاثنين 29 شهر رمضان 1437هـ، والموافق ميلاديًّا 4 يوليو 2016، حيث قام انتحاريان ينتميان لتنظيم الدولة الإسلامية بتفجير نفسيهما، عند مسجد الشيخ فرج العمران الواقع بجوار سوق مياس في القطيف، وذلك في وقت صلاة المغرب، وفي أثناء تأدية المصلين لصلاة الجماعة، ولم يُصب سوى الإرهابيين وقَدَّر الشهود أن عدد المصلين هو 300 مصلٍّ، وعانت محافظة القطيف ذات الأغلبية الشيعية من تفجيرات إرهابية وطلق رصاص شنه عليهم تنظيم داعش، كما حدث في تفجير القديح 2015، وإطلاق النار في سيهات 2015، وغيرهما، وتم التوصل في نهاية المطاف إلى أن الإرهابيين المشاركين في هذه العملية هم ثلاثة وهم: عبد الرحمن صالح محمد العمر، وإبراهيم صالح محمد العمر، وعبد الكريم إبراهيم محمد الحسني، ولم يستطيعوا دخول المسجد ففجر أحدهم نفسه قرب المسجد وقام آخر بتفجير نفسه بعد 20 ثانية في السيارة، وقد أحدث الانفجار صدوعًا في المسجد، وقد قابل الشيخ حسين العمران إمام المسجد الانفجار برباطة جأش. فرغم الانفجار، لم يَخَف، وواصل صلاته. وعندما عاد إلى منزله استقبل الناس؛ وإبان صلاة الفجر، أي بعد الانفجار بساعاتٍ عدة، عاد ليؤمَّ المصلين في المسجد، وهذا الانفجار الذي حدث قبل ساعاتٍ قليلة من الإفطار لم يشكل حائلًا في إيقاف الحياة الاقتصادية في محافظة القطيف.